# Sandbach (Preßnitz)
Der Sandbach ist ein linker Zufluss der Preßnitz im sächsischen Erzgebirgskreis, Deutschland.

## Verlauf
Der Sandbach entspringt im Waldgebiet westlich des Jöhstädter Ortsteils Grumbach. In Fließrichtung nach Norden passiert kurz darauf die Straße von Grumbach nach Königswalde. Im Oberlauf fließen dem Sandbach zahlreiche kleinere Bäche in einem Waldgebiet zu. Nachdem der Sandbach dieses Waldgebiet verlassen hat, unterquert er die Straße zwischen Neugrumbach und Mildenau. Danach wird der fast sechs Kilometer lange Ort Mildenau in seiner gesamten Länge passiert. Zwischen Mildenau und Streckewalde fließt der Sandbach in nordöstliche Richtung parallel zu der am Hang verlaufenden Ortsverbindungsstraße. An dem zu Großrückerswalde gehörigen Ortsteil Streckewalde fließt der Sandbach im Osten vorbei. Einzig die in der Streckewalder Ortsflur gelegenen Häuser Brückenmühle und Höllenmühle  liegen im Tal des Sandbachs. Bei der Höllenmühle in Streckewalde befindet sich auch die Mündung des Sandbachs in die Preßnitz.